# Wappen Hongkongs
Das Wappen Hongkongs (amtlich: chinesisch 香港特別行政區區徽, englisch Regional Emblem of the Hong Kong Special Administrative Region) ist eine rote, weißgerandete Scheibe.
In ihr ist eine stilisierte, weiße, fünfblättrige Bauhinien-Blüte der Art „Hongkong-Bauhinie“ (Bauhinia × blakeana) dargestellt.
Die symbolischen fünf Sterne der Nationalflagge der Volksrepublik China werden in den Blütenblättern visuell zitiert.
In der oberen Hälfte des Randes ist in Langzeichen der chinesischen Schrift „Sonderverwaltungsregion der Volksrepublik China Hongkong“ (中華人民共和國香港特別行政區), in der unteren Hälfte in lateinischen Großbuchstaben „HONG KONG“ zu lesen.
Der Entwurf des Emblems (sowie der zugehörigen Flagge zur Sonderverwaltungsregion Hongkong) stammt vom Hongkonger Architekten Tao Ho (何弢).

## Beschreibung des alten Wappens
Das alte Wappen zeigt im silbernen Wappenschild zwei goldene Schiffe mit drei ebenso gefärbten Segeln. Das  mittlere Segel ist das größere. Im Schildfuß zwei blaue Wellenbalken. Das rote durch Zinnenschnitt geteilte Schildhaupt zeigt eine goldene Schiffskrone. Das Wappen wird von rechts durch einen rotbewehrten goldenen gekrönten Löwen und links von einem ebenso tingierten chinesischen Drachen als Schildhalter begleitet. Über dem Wappen ein silber-blauer Crest mit einem wachsenden goldenen gekrönten rot bewehrten goldenen Löwen der eine silberne Perle hält. Das Podest ist grün und von zwei blauen Wellen in Silber an der unteren Kante geziert. In roter Tinktur auf einem goldenen Band steht „Hongkong“.